# Ceratosolen vissali
Ceratosolen vissali är en stekelart som beskrevs av Wiebes 1981. Ceratosolen vissali ingår i släktet Ceratosolen och familjen fikonsteklar. Inga underarter finns listade i Catalogue of Life.